# Palais Collalto

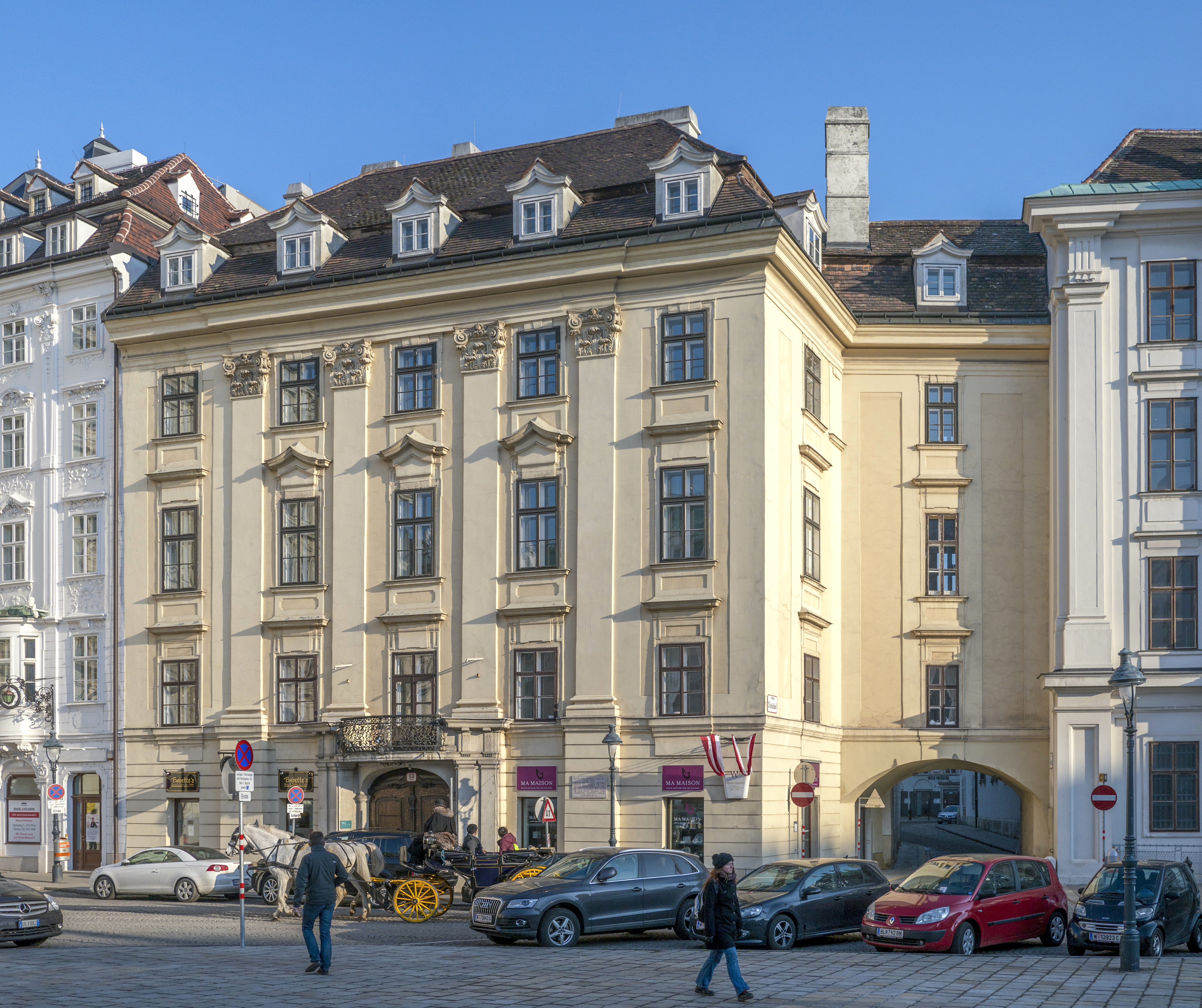
Das Palais Collalto

Das Palais Collalto ist ein Palais im 1. Wiener Gemeindebezirk Innere Stadt, Am Hof 13.

## Geschichte
Das Collaltopalais wurde um 1671 im Stil des Barock erbaut, obwohl das ursprüngliche Anwesen bereits im 16. Jahrhundert bestand. Die Hauptfassade wurde zwischen 1715 und 1725 erneuert. Bis dahin war die Fassade durch einen Dreiecksgiebel bekrönt gewesen, der nun abgetragen wurde. Das Palais entstand aus mehreren kleinen Häusern und wurde mit dem Altane der daneben liegenden Kirche am Hof „Zu den Neun Chören der Engel“ verbunden, wodurch hier ein Durchgang vom Platz Am Hof zum Schulhof entstand. 
Vor der Erbauung der kleinen Häuser befanden sich hier in unmittelbarer Nähe des Judenplatzes der Judengarten und später das Haus des Dr. Schrans, das Ferdinand I. um 26.000 Gulden kaufte, um die Adlige Landschaftsschule darin unterzubringen. 1560 wurde die Leitung dieser Schule dem Jesuitenorden übertragen, der hierher seine Konviktisten versetzte. In diesem Zusammenhang wurde das Haus aufgestockt, umgebaut und erweitert. 
1611 kauften die Stände das Haus und schenkten es dem damaligen Palatin von Ungarn, dem Grafen Imre Thurzo. Im Jahre 1671 erwarb schließlich die venezianischen Patrizierfamilie Collalto das Anwesen, der Graf Franz Anton Collalto (1630–1696) begann, umfangreiche Umbauten durchführen zu lassen. Im langen einschiffigen Durchgang öffnet sich links der Eingang zur Treppe. Diese wird über drei Stockwerke geführt und hat Stufen aus Kaiserstein.
In den Jahren 1715 bis 1725 wurde die Fassade des Palais schließlich im Barockstil erneuert.
In der zweiten Oktoberwoche 1762 fand das erste öffentliche Konzert des damals sechsjährigen Wolfgang Amadeus Mozart gemeinsam mit dessen Schwester im Palais Collalto statt. Dieses wurde für den Grafen Thomas Vinciguerra Collalto und seine Gäste vorgetragen. Die Mozartgemeinde Wien enthüllte am 22. Juni 1956 eine Gedenktafel. 
1804 wurde gegen den Schulhof zu im Haushof ein drei Stock hoher Trakt mit klassizistischer Fassade aufgeführt. 1809 wohnte im Haus der französische General Francois Josef Lefebvre, Hz. von Danzig. 1842 hatte hier ein armer Tabaktrafikant namens Sothen (Johann Karl, später Freiherr von Sothen) seinen Laden, der später in Wien das sogenannte Promessenspiel einführte und durch verschiedene Transaktionen zu großem Reichtum gelangte; er erwarb unter anderem die Herrschaft Cobenzl, besaß am Graben ein Haus und war sehr begütert. 
Im Jahre 2001 fand die bis heute letzte große Generalsanierung des Palais statt. Das Gebäude befindet sich nunmehr im Eigentum einer 2015 von Karl Wlaschek hinterlassenen Stiftung.